# Álvaro Porfírio de Andrade Ramos
Álvaro Porfírio de Andrade Ramos (Rio de Janeiro, 27 de junho de 1872 – Rio de Janeiro, 13 de agosto de 1921) foi um médico brasileiro.
Foi eleito membro da Academia Nacional de Medicina em 1902, ocupando a Cadeira 78, que tem Barata Ribeiro como patrono.